# Pyxichromis
Pyxichromis – rodzaj słodkowodnych ryb okoniokształtnych z rodziny pielęgnicowatych (Cichlidae).

## Występowanie
Afryka Wschodnia: Jezioro Wiktorii i Kioga.

## Klasyfikacja
Gatunki zaliczane do tego rodzaju:
- Pyxichromis orthostoma (Regan, 1922)
- Pyxichromis parorthostoma (Greenwood, 1967)

Gatunkiem typowym jest Haplochromis parorthostoma, obecnie Pyxichromis parorthostoma.